# Stropharia pseudocyanea
Strophaire presque bleu
Espèce
Stropharia pseudocyanea, le Strophaire presque bleu, est une espèce de champignons agaricomycètes de la famille des Strophariaceae.